# Alayto le Boyna
Alayto le Boyna är ett berg i Djibouti. Det ligger i den centrala delen av landet, 120 km väster om huvudstaden Djibouti. Toppen på Alayto le Boyna är 983 meter över havet.
Terrängen runt Alayto le Boyna är huvudsakligen kuperad. Runt Alayto le Boyna är det mycket glesbefolkat, med 7 invånare per kvadratkilometer. Det finns inga samhällen i närheten. Trakten runt Alayto le Boyna består i huvudsak av gräsmarker.